# Brodtberg
Der Brodtberg ist ein Ausläufer des Hohenhagens, der mit einer Höhe von 378,86 m ü. NHN der höchste Berg in Remscheid und im Regierungsbezirk Düsseldorf ist. Dennoch ist er keine große Erhebung, so liegt der benachbarte Stadtteil Lennep auf bis zu 370 Metern Höhe. Der Brodtberg selber erreicht eine Höhe von 328 m ü. NHN.

## Geographie
Der Berg befindet sich im Stadtteil Hohenhagen und gehört zum Stadtbezirk Remscheid-Süd. Der Brodtberg liegt westlich des Berges Westerholt, dem dritthöchsten Berg in Remscheid.

## Landschaft
Der Brodtberg ist bewaldet und grenzt an das Naturschutzgebiet Teufelsbachtal. 
Viele Wander- und Radwege bieten den Besuchern einen erholsamen Aufenthalt mit Blick über das Bergische Land.

## Sehenswürdigkeiten
- An der höchsten Stelle befindet sich der Fernsehturm von Remscheid (siehe Hohenhagen).
- Am Fuß des Berges liegt die Hofschaft Diepmannsbach. Hier befindet sich das Jagdschlösschen, eine Gastronomie mit Sterngolfanlage und Freizeitmöglichkeiten (u. a. Reiten) für Kinder.
- Die 1955 erbaute Autobahnbrücke Diepmannsbach führt zwischen dem Berg Hohenhagen und dem Berg Westerholt.
- Während der Wintermonate wurde am Hohenhagen lange Zeit der einzige Skilift in Remscheid und Umgebung betrieben. Auch viele Schlittenfahrer nutzen die Wiesen des Bergs für Wintersport.